# Crash (álbum de Abney Park)
Nonfiction es el vigésimo álbum de estudio de Abney Park.

## Lista de canciones
| N.º | Título                                   | Duración |  |
| 1.  | «Reboot»                                 | 3:41     |  |
| 2.  | «Work Hard»                              | 2:29     |  |
| 3.  | «Beaten, Battered»                       | 3:21     |  |
| 4.  | «Side by Side»                           | 3:05     |  |
| 5.  | «Crash»                                  | 3:38     |  |
| 6.  | «Captain Ulysses»                        | 4:09     |  |
| 7.  | «Poor and Free and Lost at the Sea»      | 4:08     |  |
| 8.  | «The Rum Talking»                        | 3:52     |  |
| 9.  | «The Tree House at the End of the World» | 4:03     |  |
| 10. | «The Lords Prayer» (pista oculta)        | 4:49     |  |

## Créditos
- Robert Brown - voz, derbake, acordeón diatónico, armónica, buzuki
- Kristina Erickson - teclado, piano
- Derek Brown - bajo
- Mitchell Drury - violín